# Markus Kuster
Markus Kuster (Kittsee, 22 febbraio 1994) è un calciatore austriaco, portiere dell'EN Paralimni.

## Carriera
Cresciuto nelle giovanili del Mattersburg, ha esordito in prima squadra il 4 aprile 2014 in occasione del match pareggiato 1-1 contro l'Altach.